# Omar Akram
Omar Akram là một nghệ sĩ thu âm, nhà soạn nhạc kiêm nghệ sĩ dương cầm được phát giải Grammy. Anh trở thành người Mỹ gốc Afghanistan đầu tiên giành giải Grammy vào năm 2013 với album phòng thu thứ tư "Echoes of Love". Anh cũng là một tác giả đầy cảm hứng, đóng góp bài vở cho The Huffington Post.

## Tiểu sử
Omar Akram được sinh ra ở New York trong một gia đình mà cha mẹ là người Afghan. Suốt thời thơ ấu, gia đình ông luôn đổi chỗ ở vì các hoạt động ngoại giao của cha ông. Vì vậy, ông sống có lúc ở Hoa Kỳ, Cộng hòa Séc, Thụy Sĩ, Pháp, Cuba và Afghanistan. Akram được huấn luyện chơi nhạc piano cổ điển. Âm nhạc châu Âu, âm nhạc Mỹ Latinh và nhạc New Age bởi nhạc sĩ người Pháp Jean Michel Jarre đã ảnh hưởng nhiều đến sự phát triển âm nhạc của Akram.